# Réserve écologique de la Rivière-Rouge
La réserve écologique de la Rivière-Rouge est située à 4 km au nord-ouest de Calumet, près de la rivière Rouge.  Cette réserve protège des forêts matures et des groupements de milieux humides fréquents dans la région des Laurentides.